# Undir Gøtueiði
Undir Gøtueiði [ˈʊndɪɹ ˈgøtʊˌaijɪ], o simplement Gøtueiði, és un poble de l'illa d'Eysturoy, a les Illes Fèroe. Forma part del municipi d'Eystur, que té la seva capital a Norðragøta. L'1 de gener de 2021 tenia 31 habitants.
La localitat està situada a la riba oriental del Skálafjørður, el fiord més gran de l'arxipèlag. Cap al sud, a menys d'un quilòmetre hi ha la població de Skipanes, que forma part d'una de les aglomeracions urbanes més grans de les Fèroe que s'estén fins a Runavík, al sud del fiord. Syðrugøta i Gøtugjógv, que es troben a la badia de Gotuvík, són molt a prop d'Undir Gøtueiði, ja que es troba just en l'istme de terra que separa aquesta badia del Skálafjørður.
Undir Gøtueiði va ser fundat el 1850. Durant la dècada del 1980, la localitat va ser un centre de reunions religioses.